# Microhoria mollis
Microhoria mollis là một loài bọ cánh cứng trong họ Anthicidae. Loài này được Desbrochers des Loges miêu tả khoa học năm 1875.